# Running Wild (1927)
Running Wild is een Amerikaanse filmkomedie uit 1927 onder regie van Gregory La Cava. Destijds werd de film in Nederland uitgebracht onder de titel Jonas in de leeuwenkuil.

## Verhaal
Elmer Finch wordt voortdurend geïntimideerd door zijn vrouw, zijn zoon en zelfs door zijn hond. Wanneer hij op een dag het optreden van een hypnotiseur bijwoont, krijgt hij onder hypnose een ander karakter. Als hij weer wakker wordt, is zijn hele persoonlijkheid blijvend veranderd.

## Rolverdeling
| Acteur           | Personage       |
| ---------------- | --------------- |
| W.C. Fields      | Elmer Finch     |
| Marie Shotwell   | Mevrouw Finch   |
| Mary Brian       | Elizabeth Finch |
| Claude Buchanan  | Dave Harvey     |
| Frederick Burton | D.W. Harvey     |
| Barnett Raskin   | Junior          |
| Frank Evans      | Amos Barker     |
| Edward Roseman   | Arvo            |